# سوسمارماهی آرواره‌کوتاه
سوسمارماهی آرواره‌کوتاه (نام علمی: Saurida isarankurai) نام یک گونه از تیره سوسمارماهیان است.